# Karina Milei
Karina Elizabeth Milei (Buenos Aires, 28 de março de 1972) é uma política argentina, atual Secretária Geral da Presidência da Nação Argentina desde sua designação por seu irmão, o Presidente Javier Milei, em 10 de dezembro de 2023.
Foi chefe da campanha presidencial de seu irmão durante a eleição presidencial na Argentina em 2023. Javier Milei refere-se frequentemente a ela como "A Chefe" ("El Jefe" em espanhol, usando a forma masculina do substantivo em vez da feminina "La Jefa"), sempre destacando-a como uma de suas principais conselheiras.

## Vida e carreira
Ela nasceu em Buenos Aires em 1972, dois anos depois do irmão. É formada em relações públicas pela Universidade Argentina da Empresa e também estudou marketing na Universidade de Belgrano. Javier manteve-se distante dos pais, sendo Karina o único familiar com quem manteve contato por muitos anos. Segundo a CNN e a BBC, Javier sofreu bullying e violência doméstica. Karina foi naquela época o único apoio psicológico durante sua infância. Apesar do hermetismo de Karina, em algumas entrevistas Javier confirmou alguns aspectos de seu relacionamento com ela. Ele alegou que o pai dela batia nele com força e que ele tentava buscar proteção da irmã. Javier comparou a irmã a Moisés, afirmando: "Ela é Moisés, sou apenas um divulgador.".
Antes de participar da política com o irmão, Karina era sua gerente financeira. Karina também estudou para ser confeiteira, escultora e leitora de tarô, atividades que exerceu como hobby e trabalho.
A nomeação de Karina como Secretária Geral da Presidência, em 10 de dezembro de 2023, foi possível após a posse de Javier como Presidente no mesmo dia, e um de seus primeiros atos foi a modificação de um decreto, que foi aprovado por seu antecessor Mauricio Macri, que proibia a nomeação de familiares do Presidente para cargos de Gabinete.

## Controvérsias
Não tem filhos nem companheiro conhecido. O seu interesse pelo esoterismo, bem como a sua relação com o seu irmão Javier, os rumores sobre a sua influência sobre ele, sobre a sua carreira política e sobre as suas posições políticas, têm atraído muita atenção mediática na Argentina, o que ele negou.
A oposição kirchnerista tentou disseminar a ideia de que Karina e Javier têm um vínculo incestuoso. Eles fizeram isso com base na declaração de Javier Milei em 2022 expressando seu desejo de que Karina seja sua Primeira Dama, posição que corresponde à esposa do presidente. Durante a cerimônia de posse presidencial, foi Karina quem acompanhou o presidente no carro oficial, gerando discussões renovadas sobre Karina como Primeira Dama, não apenas entre opositores, mas também da deputada libertária Lilia Lemoine.
Em outra declaração em 2023 no canal de televisão TN, Javier Milei afirmou que as relações sexuais entre irmãos não são contrárias aos valores do liberalismo. Em resposta a perguntas persistentes de vários setores, o próprio candidato saiu para negar sua ligação com Karina em sua conta do X.
O site de verificação de fatos Chequeado cuidou de demonstrar que a foto supostamente mostrando Javier e Karina se beijando era falsa e que a mulher na imagem era a cantora Daniela Mori.
Durante a sua visita ao Vaticano, Karina Milei foi apresentada como a esposa do presidente na transmissão oficial. Posteriormente, os organizadores pediram desculpas pelo erro.